# Río del Padrón
Río del Padrón este o arie protejată (arie specială de conservare — SAC, sit de importanță comunitară — SCI) din Spania întinsă pe o suprafață de 41,08 ha, integral pe uscat.

## Localizare
Centrul sitului Río del Padrón este situat la coordonatele 36°27′01″N 5°07′33″W / 36.4502°N 5.1258°V.

## Înființare
Situl Río del Padrón a fost declarat sit de importanță comunitară în decembrie 2000 pentru a proteja 1 specie de plante și 5 specii de animale. Situl a fost protejat și ca arie specială de conservare în ianuarie 2015.

## Biodiversitate
Situată în ecoregiunea mediteraneană, aria protejată conține 7 habitate naturale: Galerii și tufărișuri riverane sudice (Nerio-Tamaricetea și Securinegion tinctoriae), Păduri de Quercus suber, Pseudostepă cu ierburi și specii anuale de Thero-Brachypodietea, Dehesas cu Quercus spp. perene, Galerii de Salix alba și de Populus alba, Lagune de coastă, Tufărișuri termo-mediteraneene și de pre-deșert.
La baza desemnării sitului se află mai multe specii protejate:
- plante (1): Galium viridiflorum
- păsări (1): pescăruș albastru (Alcedo atthis)
- mamifere (1): vidră de râu (Lutra lutra)
- nevertebrate (1): Gomphus graslinii
- pești (1): Pseudochondrostoma willkommii
- reptile (1): Mauremys leprosa